# Emil Vogel (General)
Emil Wilhelm Vogel (* 20. Juli 1894 in Zwickau; † 1. Oktober 1985 in Mülheim an der Ruhr) war ein deutscher Offizier, zuletzt General der Gebirgstruppe im Zweiten Weltkrieg.

## Leben
Emil Vogel trat Anfang August 1914 als Fahnenjunker in die Armee ein. Mitte 1915 wurde er mit Patent zum November 1913 beim Königlich Bayerischen 2. Pionier-Bataillon in Speyer zum Leutnant befördert. Er diente als Offizier im Ersten Weltkrieg und wechselte nach dessen Ende in verschiedene Freikorps. Nach deren Auflösung wurde er in die Reichswehr übernommen.
In der Wehrmacht wurde er Ende 1937, im August des gleichen Jahres zum Oberstleutnant befördert, Erster Generalstabsoffizier (Ia) beim VII. Armeekorps und blieb dies bis September 1939. Anschließend wurde er Ia beim Grenzabschnitt-Kommando Nord und wurde dort im Dezember 1939 zum Oberst befördert. Es folgte ab Mai 1940 sein Einsatz als Chef des Generalstabs des Stellvertretenden Generalkommando I. Armeekorps und von Ende Oktober 1940 bis Ende Juni 1942 in gleicher Position beim XX. Armeekorps. Als Kommandeur führte er die 101. Jäger-Division seit September 1942 an der Ostfront. Im Oktober 1942 wurde er zum Generalmajor und im April 1943 zum Generalleutnant befördert. Anschließend leitete Vogel ab August 1944 bis zum Ende des Zweiten Weltkrieges in Norwegen als Kommandierender General das XXXVI. Gebirgs-Korps. Anfang November 1944 war er zum General der Gebirgstruppen befördert worden. Er ging in britische Kriegsgefangenschaft, war u. a. auf Island Farm untergebracht und wurde 1947 aus der Gefangenschaft entlassen. Für die US-Army verfasste er später den Bericht P-149/74 Attack by the 101st Infantry Division across the western foothills of the Causasus Mountains southwest of Maikop, September 25–27, 1942.
Bis zu seinem Tod war er in der Gesellschaft für Wehrkunde, Sektion Coburg, aktiv.
Sein Nachlass, u. a. sein persönliches Kriegstagebuch, ist im Bundesarchiv in Freiburg archiviert.

## Auszeichnungen (Auswahl)
- Eisernes Kreuz (1914) II. und I. Klasse
- Verwundetenabzeichen (1918) in Schwarz
- Bulgarischer Militärorden für Tapferkeit IV. Klasse
- Spange zum Eisernen Kreuz II. und I. Klasse
- Deutsches Kreuz in Gold am 25. April 1942[3]
- Ritterkreuz des Eisernen Kreuzes mit Eichenlaub[3]
  - Ritterkreuz am 7. August 1943
  - Eichenlaub am 14. Mai 1944 (475. Verleihung)[4]